# 卓碧玉
卓碧玉（1917年—？），女，福建厦门人，中国政治人物，曾任民建中央委员，第三届全国人大代表，第五、六、七届全国政协委员。